# Krösus
Krösus oder Kroisos (altgriechisch Κροῖσος Kroísos, lateinisch Croesus; * um 590 v. Chr.; † um 541 v. Chr. oder später) war der letzte König des in Kleinasien gelegenen Lydien. Er regierte von etwa 555 v. Chr. bis 541 v. Chr. und war vor allem für seinen Reichtum und seine Freigiebigkeit bekannt.